# ستيف فينيكس
ستيف فينيكس (بالإنجليزية: Steve Phoenix)‏ هو لاعب كرة قاعدة أمريكي، ولد في 31 يناير 1968 في فينيكس في الولايات المتحدة.

## وصلات خارجية
- ستيف فينيكس على موقعبيزبول رفرنس.كوم (الدوري الرئيسي) (الإنجليزية)